# Gordon Rugg
Gordon Rugg es un lingüista, e investigador escocés nacido en Perth (Escocia), en 1955, doctor en Informática en la Universidad de Keele (Inglaterra).
En el año 2003 presentó una interesante hipótesis según la cual el Manuscrito Voynich es simplemente una estafa, muy bien elaborada, realizada entre los años 1551-1558 por el médium inglés Edward Kelly, probablemente con la ayuda de su patrón el doctor John Dee con el único propósito de obtener dinero del emperador Rodolfo II.

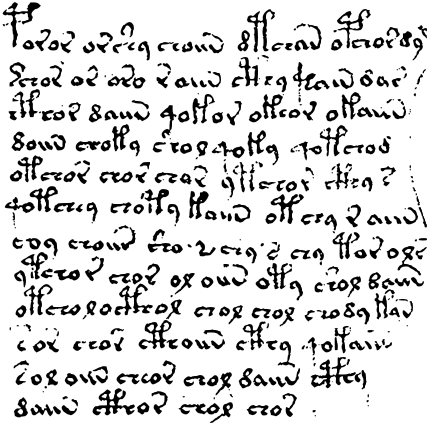
El códice en cuestión

Según este razonamiento el texto que contiene no es más que un conjunto de palabras sin sentido creadas a partir de la "rejilla de Cardano", un sistema criptográfico diseñado por el matemático italiano Gerolamo Cardano con el cual es factible reproducir el sistema trisilábico del voynichés (partícula inicial+media+final) así como otras peculiaridades estadísticas del mismo.
Laura Aylward, alumna de Rugg, investiga si las peculiaridades estadísticas más complejas detectadas en el manuscrito pueden ser reproducidas también con la técnica de Cardano: para contestar esta cuestión será necesario generar enormes cantidades de texto usando tablas y rejillas de distintos diseños, por lo que se está escribiendo el software necesario para automatizar tan complejo y aburrido proceso.
Un resumen de su trabajo apareció en la prestigiosa revista Investigación y Ciencia (septiembre de 2004).
Naturalmente la hipótesis de Rugg no ha tenido una buena acogida en la "Lista Voynich", no tanto por su burlona forma de exponerla sino porque no ha sido capaz de demostrar lo que se proponía: que el Manuscrito Voynich no es más que una vulgar falsificación.
Es autor del artículo "The Voynich manuscript: an elegant hoax?", publicado en la revista Cryptologia (enero de 2004): la datación del manuscrito por radiocarbono, en el año 2009, arroja por tierra su hipótesis ya que el manuscrito fue elaborado casi un siglo y medio antes (en el período 1404-1438).